# Der Zarewitsch
Der Zarewitsch ist eine Operette in drei Akten von Franz Lehár mit dem Libretto von Bela Jenbach und Heinz Reichert nach dem gleichnamigen Theaterstück von Gabriela Zapolska. Die Uraufführung fand am 16. Februar 1927 im Deutschen Künstlertheater in Berlin statt. 

## Überblick
Die Operette gilt als eines von Franz Lehárs Spätwerken, die mit Paganini beginnen und Giuditta enden. Der Zarewitsch wie auch die übrigen Werke der letzten Schaffensphase des Komponisten nähern sich musikalisch der Oper an. Sowohl die Textbücher als auch die Musik sind deutlich dramatischer gestaltet als bei den früheren Tanzoperetten des Komponisten und zum Schluss gibt es kein Happy End. Im Zarewitsch wie auch beispielsweise im Land des Lächelns muss der tragische Held auf seine große Liebe verzichten.

## Inhalt
Alexej, der Sohn des Zaren, ist Thronfolger des Russischen Reiches. Er ist etwas eigenartig und hat bisher auch jeden Kontakt mit Frauen abgelehnt. Die kaiserliche Familie sorgt sich um die Zukunft der Dynastie, denn wie soll der Kronprinz jemals heiraten und Kinder bekommen, wenn er den Kontakt zu Frauen ablehnt. Sein Onkel ergreift nun die Initiative und bedient sich einer List. Er schmuggelt das Ballettmädchen Sonja als Mann verkleidet bei Alexej ein. Er hofft, der Kronprinz werde bald dessen wahre Identität erkennen und seine ersten Erfahrungen mit einer Frau machen. Tatsächlich dauert es nicht lange, bis der Kronprinz den Sachverhalt aufdeckt. Er ist zunächst empört, lässt sich aber von Sonja besänftigen. Sie schlägt ihm vor, nach außen seine Geliebte zu spielen, um damit die kaiserliche Familie zufriedenzustellen. Alexej geht auf diesen Vorschlag ein. In der Folge verlieben sich die beiden ineinander und Sonja wird tatsächlich die Geliebte des Thronfolgers. Damit hat Sonja nach Ansicht der Familie ihre Pflicht erfüllt. Für eine standesgemäße Ehe kommt sie ohnehin nicht in Frage. Konsequenterweise soll sie aus der Umgebung des Kronprinzen entfernt werden. Das verliebte Paar weigert sich aber, diesem Ansinnen nachzukommen. Auf Druck des intriganten Onkels erklärt sie wahrheitswidrig, als Tänzerin schon durch viele Hände gegangen zu sein. Der Onkel hofft damit seinen Neffen von der Notwendigkeit der Trennung überzeugen zu können. Der Plan schlägt aber fehl, weil Sonja ihrem Geliebten die Wahrheit gesteht und ihre Lüge nur auf Druck des Onkels zustande gekommen sei. Alexej und Sonja bleiben zum Entsetzen der kaiserlichen Familie zusammen. Da der Druck von dieser Seite aus immer stärker wird, flieht das Paar zusammen mit ihren Dienern Ivan und Mascha nach Neapel, wo der dritte Akt der Operette spielt. Dort verbringen die beiden eine schöne Zeit, bis ihr Aufenthaltsort entdeckt wird. Nun appelliert der Onkel erneut an seinen Neffen, an seine Pflichten als Thronfolger zu denken und eine standesgemäße Ehe zu schließen. Dann kommt eine Botschaft vom Zarenhof. Man teilt Alexej mit, sein Vater sei gestorben. Als bisheriger Thronfolger sei er nun neuer Kaiser (Zar) des Russischen Reichs. Daraufhin trennt sich das Liebespaar schweren Herzens. Alexej und Sonja gehen von nun an getrennte Wege, weil es die Staatsraison so verlangt.

## Entstehungsgeschichte
Das Drama Der Zarewitsch von Gabriela Zapolska wurde erfolgreich auch in Wien aufgeführt, wo es Lehárs Frau bereits 1917 sah. 
Der Komponist konnte sich mit dem Sujet zunächst nicht anfreunden. Eduard Künneke versuchte selbst eine Vertonung, gab aber nach dem ersten Akt auf und überließ die Rechte Franz Lehár.
Wie bei allen Operetten seiner letzten Schaffensphase seit Paganini hat dieser auch den Zarewitsch auf den großen Tenor Richard Tauber zugeschnitten. Er hat ihm einige eingehende Lieder in die Partitur geschrieben, von denen das Wolgalied am bekanntesten wurde. 
Die Aufführungen wurden ein großer Erfolg, die teilweise opernhaft anmutende Musik und Taubers Gesang sorgten für eine große Resonanz.
Lieder der Operette wurden auch im Radio und in Filmen gespielt, es gab Schallplattenaufnahmen.
Kritik gab es lediglich für das Libretto und dessen Verfasser Bela Jenbach und Heinz Reichert.
Die Operette Der Zarewitsch wird auch in der Gegenwart gelegentlich noch aufgeführt, während das Theaterstück schon lange von den Spielplänen verschwunden ist. Auch bei Konzerten werden immer wieder einzelne Titel, allen voran das Wolgalied, gespielt.

## Besetzung der Uraufführung
In der Berliner Uraufführung 1927 waren beteiligt 
- Richard Tauber (Zarewitsch)
- Rita Georg (Sonja)
- Charlotte Ander (Mascha)
- Paul Heidemann (Iwan)
- Fritz Kampers (Bordolo)
- Angelos Grimanis gab sein Debüt als Tänzer.
- Benno von Arent Bühnenbild.
- Ernst Hauke Dirigent.[2][3]

## Gestaltung

### Orchester
Die Orchesterbesetzung der Operette enthält die folgenden Instrumente:
- Holzbläser: zwei Flöten (auch Piccolo), zwei Oboen, zwei Klarinetten, zwei Fagotte, Tenorsaxophon
- Blechbläser: vier Hörner, zwei Trompeten, drei Posaunen, Tuba
- Pauken, Schlagzeug: große Trommel, kleine Trommel, Becken, Triangel, Tamburin, Glocken
- Banjo, zwei Balalaikas
- Celesta
- Harfe
- Streicher
- Bühnenmusik: Balalaikaorchester (sechs Spieler), Trompete

### Musiknummern
In der Partitur sind diese Lieder angegeben
1. Introduktion und Chor: Es steht ein Soldat am Wolgastrand – Wir Tscherkessen brauchen weder Gut noch Geld
2. Melodram
3. Dich nur allein nenn’ ich mein – Schaukle, Liebchen, schaukle (Duett Ivan – Mascha)
4. Einer wird kommen, der wird mich begehren (Sonja)
5. Wolgalied, Es steht ein Soldat am Wolgastrand (Zarewitsch)
6. Finale I Ein Weib, Du ein Weib… Champagner ist ein Feuerwein… Es steht ein Soldat am Wolgastrand (Sonja – Zarewitsch)
7. Introduktion und Lied: Herz warum schlägst Du so bang (Zarewitsch – Chor)
8. Bleibe bei mir …Hab nur dich allein (Zarewitsch – Sonja)
9. Mädel, wonniges Mädel – Küss mich (Zarewitsch – Sonja)
10. Was mir einst an dir gefiel – Heut Abend komm ich zu dir (Duett: Ivan – Mascha)
11. Walzerlied: Bin ein glückseliges Menschenkind – Das Leben ruft (Sonja)
12. Es warten die kleinen Mädchen – Liebe mich, küsse mich (Duett: Sonja – Zarewitsch)
13. Finale II (alle) Setz dich her – Wir Tscherkessen brauchen weder Gut noch Geld – Berauscht hat mich der heimatliche Tanz – Jetzt weiß ich was das Leben ist
14. Kosende Wellen – Warum hat jeder Frühling ach nur einen Mai (Duett: Sonja – Zarewitsch)
15. Komm an meine Brust – Wenn dein zartes Herz nach Liebe schreit (Duett: Ivan – Mascha)
16. Finale III (alle) Für den großen Zar … Warum hat jeder Frühling ach nur einen Mai

## Wolgalied

### Wirkung
Das Wolgalied wurde durch die Verbindung von melodischer Schlichtheit mit ergreifender Sentimentalität zu einem der bekanntesten Schlager der Operettengeschichte. 
Günter Grass erwähnte es auch in seinem Erzählungsband Mein Jahrhundert.
Der Liedermacher Hannes Wader verwendete es in seinem Debüt-Album Singt Eigene Lieder (Philips, 1969) im satirischen Lied Frau Klotzke.

### Text
Allein! wieder allein!

Einsam wie immer.

Vorüber rauscht die Jugendzeit

In langer, banger Einsamkeit.

Mein Herz ist schwer und trüb mein Sinn,

Ich sitz’ im gold’nen Käfig drin.

Es steht ein Soldat am Wolgastrand,

Hält Wache für sein Vaterland.

In dunkler Nacht allein und fern

Es leuchtet ihm kein Mond, kein Stern!

Regungslos die Steppe schweigt,

Eine Träne ihm ins Auge steigt:

Und er fühlt, wie’s im Herzen frißt und nagt,

Wenn ein Mensch verlassen ist, und er klagt,

Und er fragt:

Hast du dort oben vergessen auf mich?

Es sehnt doch mein Herz auch nach Liebe sich.

Du hast im Himmel viel Engel bei dir!

Schick doch einen davon auch zu mir.

## Aufnahmen

### Schallplatten und CD
Münchner Rundfunkorchester 2009
Die Operette wurde mehrfach auf Schallplatte bzw. CD eingespielt. Erwähnt seien hier eine CD-Einspielung aus dem Jahr 2009 mit dem Münchner Rundfunkorchester und dem Chor des Bayerischen Rundfunks unter der Gesamtleitung von Ulf Schirmer. Als Solisten wirkten Alexandra Reinprecht, Christina Landshamer, Matthias Klink, und Andreas Winkler mit. Diese Einspielung wurde 2010 vom Label CPO veröffentlicht. 
Symphonie-Orchester Graunke 1968
Eine ältere Aufnahme mit dem Symphonie-Orchester Graunke unter der Leitung von Willy Mattes stammt aus dem Jahr 1968. In dieser Version sang der Chor der Bayerischen Staatsoper München. Die wichtigsten Solisten waren Nicolai Gedda, Hans Söhnker, Rita Streich, Harry Friedauer und Ursula Reichart. Diese Aufnahme wurde im Jahr 2011 als CD unter dem Label Cologne Collection neu herausgebracht.

### DVD
Im Jahr 2007 erschien die 1973 entstandene Operettenverfilmung beim Label DGG auf DVD. Hauptdarsteller waren Teresa Stratas, Wiesław Ochman und Harald Juhnke. Die Inszenierung hatte Arthur Maria Rabenalt übernommen.